# Temnoplectron cooki
Temnoplectron cooki là một loài bọ cánh cứng trong họ Bọ hung (Scarabaeidae).